# ماينارد جاك رامزي
ماينارد جاك رامزي (بالإنجليزية: Maynard Jack Ramsay)‏ هو عالم حشرات أمريكي، ولد في 22 نوفمبر 1914، وتوفي في 20 مارس 2005 بسبب ذات الرئة.